# Anthidiellum strigatum

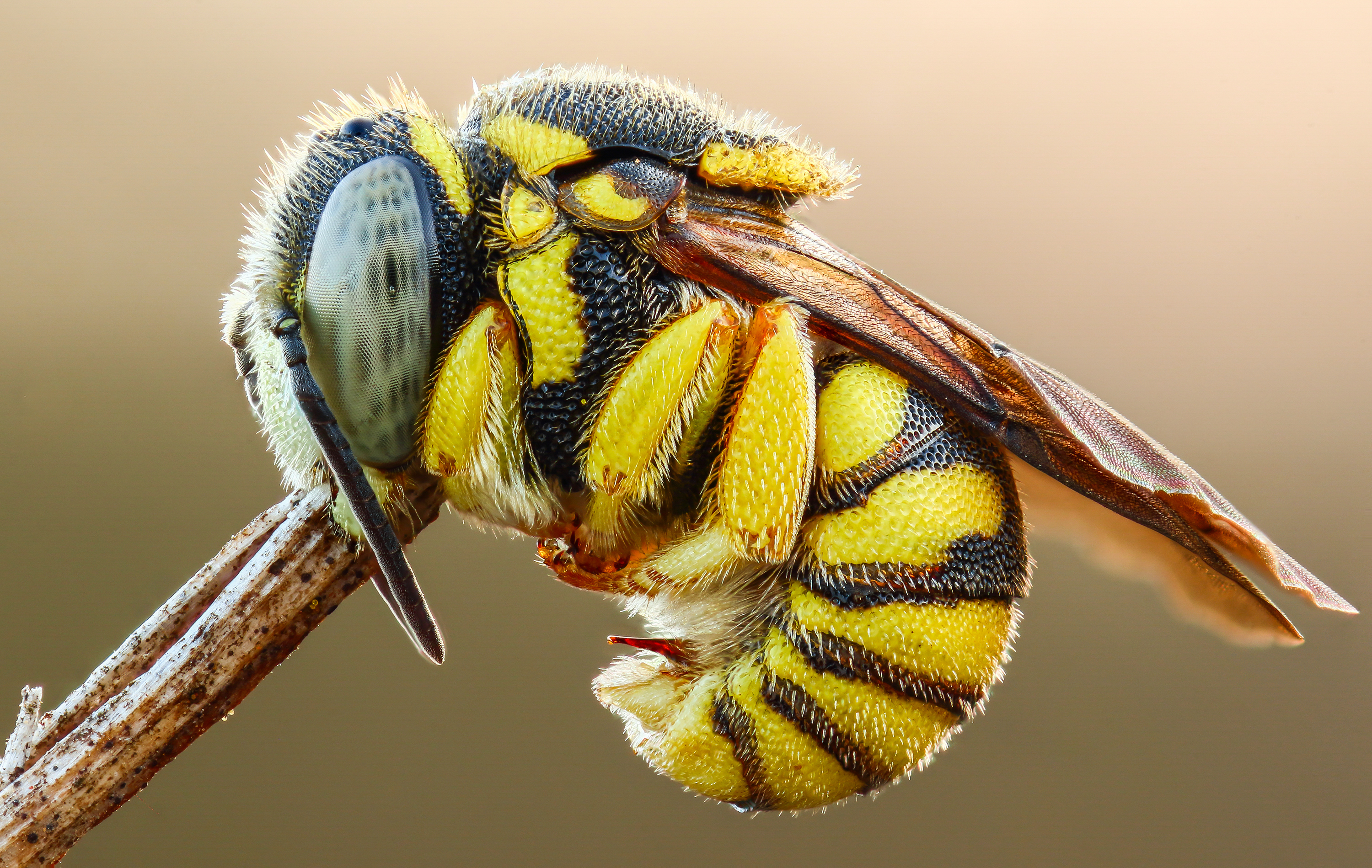
Ein männliches Exemplar

Anthidiellum strigatum, syn. Anthidium strigatum, ist eine Art der Zwergharzbienen und lebt vorwiegend in Europa. Sie ist die einzige heimische Vertreterin der Gattung.

## Merkmale
Die Körperlänge beträgt 5–7 mm. Der Körper dieser kleinen Bienenart weist eine wespenähnliche, schwarz-gelbe Zeichnung auf, die Beine sind gelb gefärbt. Weibchen mit einer grauweißen bis gelben Bauchbürste und mehr Schwarzanteilen im Gesicht.

## Verbreitung und Lebensraum
Die Art lebt in Mittel- und Südeuropa, im Norden bis nach Finnland. Außerhalb Europas lebt sie in Westasien, östlich bis Tadschikistan und in Nordafrika. In den Alpen kommt die Art bis in 2000 m Höhe vor. In Norddeutschland fehlt sie oder ist selten, während sie in Süd- und Ostdeutschland noch vergleichsweise häufig ist.
Ihr Lebensraum sind vor allem Kiefernwälder auf Sandböden, aber auch Waldlichtungen, Hänge, Steinbrüche, Sand- und Kiesgruben, Trockenrasen, Gärten und Parks.

## Lebensweise
Die wärmeliebende Art baut als Zellen für die Brut kleine Töpfchen aus Harz, vor allem Kiefernharz. Diese Zellen enden in einer Art dünnem, offenen Schlauch, der der Belüftung dient. Die Zellen werden meist an der sonnenzugewandten Seite von Steinen meist direkt über dem Erdboden angeklebt, aber auch an Baumstämmen oder Pflanzenstängel. Die Nester werden oft mit Rindenstückchen getarnt. 
Die Art ist polylektisch, sammelt also Pollen von vielen verschiedenen Pflanzen, bevorzugt dabei aber Hornklee und Bunte Kronwicke. Sie fliegt Mitte Juni bis September, die Bienen überwintern als Ruhelarve im Kokon. Larven, sowie adulte Exemplare ernähren sich von Pollen und Nektar.
Als Brutparasit ist die Düsterbiene Stelis signata bekannt, die der Art im Aussehen ähnelt und ihre Eier in deren Nester legt.

## Gefährdung
Die IUCN listet die Art als nicht gefährdet (least concern). In Deutschland ist sie eine Art der Vorwarnliste (RL V) und nach dem Bundesnaturschutzgesetz besonders geschützt.